# Шильников, Леонид Павлович
Леонид Павлович Шильников (17 декабря 1934, Котельнич, Кировский край — 26 декабря 2011, Нижний Новгород) — математик, награждён премией имени А. М. Ляпунова и премией Гумбольдта.

## Биография
Родился 17 декабря 1934 года в городе Котельниче Кировской области.
В 1957 году окончил Горьковский государственный университет.
В 1963 году — защита в МГУ кандидатской диссертации, тема: «Рождение периодических движений из особых траекторий».
С 1963 года преподавал в Нижегородском государственном университете имени Н. В. Лобачевского, а с 1976 года — работа на кафедре численного и функционального анализа (ЧиФА).
Умер 26 декабря 2011 года в Нижнем Новгороде. Похоронен на Федяковском кладбище.

### Научная и общественная деятельность
Основной круг научных интересов — изучение многомерных динамических систем.
Автор более 200 научных работ, в их числе — несколько монографий.
Член редколлегий 4 международных журналов, в том числе — журнал «Bifurcation and Chaos» и «Regular and Chaotic Dynamics».
Руководитель научной школы «Динамические системы».
Совместно с А. Н. Шарковским был организатором научной школы в Кацивели (Крым).
Под его руководством было защищено 15 кандидатских, и 4 докторские диссертации.

## Награды
Премия имени А. М. Ляпунова (1998)

Премия Национальной Академии Наук Украины имени М. А. Лавреньтьева

Премия Международного Научного Фонда имени Александра фон Гумбольдта по математике (2001)